# Kąty Wrocławskie
Kąty Wrocławskie é um município da Polônia, na voivodia da Baixa Silésia e no condado de Breslávia. Estende-se por uma área de 6,35 km², com 6 683 habitantes, segundo os censos de 2016, com uma densidade de 776,2 hab/km².